# 학산여자중학교
학산여자중학교(鶴山女子中學校)는 대한민국 부산광역시 동래구 명장동에 있는 사립 중학교이다.

## 학교 연혁
- 1946년 11월 6일 : 동래 가정여학원으로 창립 개교
- 1947년 7월 18일 : 동래 가정여학원으로 설립 인가
- 1949년 5월 20일 : 제1회 졸업생으로 배출
- 1951년 8월 6일 : 학교법인 학산학원 및 학산여자중학교 설립 인가
- 1951년 8월 6일 : 초대 교장 박영 선생 취임
- 1974년 1월 28일 : 학급 증설인가 (각 학년 10학급씩 30학급)
- 1975년 9월 1일 : 교사 이전 부지 매입(8,760평)
- 1979년 9월 1일 : 신축교사 기공 (명장동 산 85-6)
- 1980년 7월 8일 : 신축교사 준공
- 1980년 8월 15일 : 현 교사로 이전
- 2000년 3월 30일 : 체육관 준공
- 2002년 2월 4일 : 급식실 준공
- 2009년 4월 24일 : 학교법인 학산학원 정해천 이사장 취임
- 2012년 1월 4일 : 1개 학급 감축(각 학년 9학급씩, 27학급)
- 2025년 2월 6일 : 제77회 졸업식(4학급 84명, 총 25,691명)
- 2025년 3월 4일 : 2025학년도 입학식(4학급 95명)
- 2025년 3월 5일 : 제25대 한정호 교장 취임

## 참고 자료
- 학산여자중학교 - 한국교육학술정보원 학교알리미